# Mangan(II) chlorat
Mangan(II) chlorat là một hợp chất vô cơ có công thức hóa học Mn(ClO3)2. Nó có thể tồn tại ở dạng hexahydrat hoặc trong dung dịch.

## Tính chất hóa học
Dung dịch mangan(II) chlorat bị phân hủy bởi nhiệt, tạo ra kết tủa mangan(IV) oxide. Hexahydrat của nó nổ ở 6–10 °C (43–50 °F; 279–283 K):
Mn(ClO3)2·6H2O → MnO2 + 2ClO2 + 6H2O

## Hợp chất khác
Mn(ClO3)2 còn tạo một số hợp chất với NH3, có dạng Mn(ClO3)2(NH3)x. Nó có màu vàng nâu, không ổn định và dễ bị oxy hóa thành oxide.